# Vanuatu i olympiska sommarspelen 2000
Vanuatu deltog i de olympiska sommarspelen 2000 med en trupp bestående av 3 deltagare, 2 män och 1 kvinna, och de tog inga medaljer.

## Bågskytte
| Herrarnas individuella |                             |                  |         |
|                        | Francois Latil (61:e plats) |                  |         |
| 1/32-delsfinal         | Förlorade mot               | Rodney White USA | 158-145 |

## Friidrott
Herrarnas 100 meter
- Abraham Kipsen
  1. Omgång 1 - 11.12 (→ gick inte vidare, 89:e plats)

Damernas 400 meter häck
- Mary-Estelle Mahuk
  1. Omgång 1 - 1:02.68 (gick inte vidare)